# Wilchingen
Wilchingen is een gemeente, gevormd door de plaatsen Wilchingen en Osterfingen, in het Zwitserse kanton Schaffhausen. De gemeente Wilchingen telt 1689 inwoners.

## Geboren
- Ruth Blum (1913-1975), onderwijzeres en schrijfster

- Gemeinsame Normdatei: 4269181-3
- Historisch woordenboek van Zwitserland: 001292
- Virtual International Authority File: 248650695
- WorldCat: E39PBJxhjW8CKT4yG3yKCQkYyd

Bargen · Beggingen · Beringen · Buch · Buchberg · Büttenhardt · Dörflingen · Gächlingen · Hallau · Hemishofen · Lohn · Löhningen · Merishausen · Neuhausen am Rheinfall · Neunkirch · Oberhallau · Ramsen · Rüdlingen · Schaffhausen · Schleitheim · Siblingen · Stein am Rhein · Stetten · Thayngen · Trasadingen · Wilchingen